# Катастрофа Ил-14 близ Пенека
Катастрофа Ил-14 близ Пенека — авиационная катастрофа, произошедшая во вторник днём 5 апреля 1977 года. Пассажирский самолёт Ил-14, принадлежащий Западно-Сибирскому авиаотряду (Аэрофлот), выполнял рейс по тренировке троих вторых пилотов к самостоятельным полётам. Самолёт вылетел из аэропорта Новосибирск-Северный и должен был вернуться туда же, но спустя около 30 минут после вылета столкнулся с землёй в 91 километре от аэропорта вылета. Погибли все находившиеся на его борту 6 членов экипажа.

## Самолёт
Ил-14ФКМ (регистрационный номер СССР-61675, заводской 6342106, серийный 21-06) был выпущен на Заводе № 84 в декабре 1956 года, как Ил-14М и получил бортовой номер СССР-Л1675. В 1957 году совершил свой первый полёт. В августе 1958 получил бортовой номер СССР-61675. На 1 октября 1963 года имел салон на 28 пассажиров. За всё время самолёт эксплуатировался в аэрофотосъёмочном, пассажирском и грузовом вариантах. На 4 апреля 1977 года самолёт выполнил 21 779 циклов взлёт/посадка и налетал 29 251 час.

## Хронология событий
5 апреля 1977 года экипаж самолёта СССР-61675 должен был выполнить рейс по тренировке троих вторых пилотов к самостоятельным полётам по программе подготовки командиров воздушных судов. Задание предусматривало имитацию отказа одного двигателя в различных режимах полёта.
Прогноз погоды в районе полётов был следующим: облачность 6-9 баллов, слоисто-кучеая, разорвано-слоистая. Высота верхней границы облаков 3-4 километра. Снег. Видимость 4-6 километров. Самолёт взлетел в 14:30. В 14:53 экипаж прибыл в пилотажную зону и начал выполнять задания. В 15:19 борт не ответил на вызов. Самолёт столкнулся с землёй примерно в 15:00. Экипаж выполнял имитацию отказа левого двигателя в левом развороте. Для парирования разворачивающего момента руль направления был отклонён экипажем вправо на 18-20 градусов, то есть в положение, близкое к перекомпенсации руля. С начала перекомпенсации руль самопроизвольно и быстро переместился вправо на максимальную величину, чему способствовало скольжение на левое крыло. Самолёт потерял управляемость и перешёл в быстрое неуправляемое снижение. Столкновение с землёй произошло левой плоскостью со скольжением вправо с большой вертикальной и малой поступательной скоростями. Горящий самолёт был обнаружен на расстоянии 91 километра от аэропорта Толмачево с азимутом 297 градусов. Руль направления был отклонён максимально вправо. Самолёт упал под углом 45-60 градусов с углом тангажа 50-60 градусов и левым креном 40 градусов. Погибли все находившиеся на его борту 6 членов экипажа.

## Расследование
Комиссия выяснила, что наиболее вероятной причиной катастрофы является конструктивный недостаток.

### Комментарии
1. ↑  Здесь и далее указано красноярское время — KRAT